# Justine Wong-Orantes
Justine Wong-Orantes, née le 6 octobre 1995 à Torrance, est une joueuse professionnelle américaine de volley-ball. En 2021, elle obtient la médaille d'or aux Jeux olympiques d'été de 2020 à Tokyo et à la Ligue des nations féminine de volley-ball 2021 à Rimini.

## Carrière
Elle a fait sa carrière sportive universitaire à l'Université du Nebraska à la fois en beach-volley et en volleyball en intérieur,. En 2017, elle intègre l'équipe nationale des États-Unis et remporte la médaille d'or de la Coupe panaméricaine de volley-ball (en), et la médaille de bronze Grand Prix mondial de volley-ball (en) la même année.
En mai 2021, elle est sélectionnée dans la liste des 18 joueuses pour disputer la Ligue des nations féminine de volley-ball qui a été joué à Rimini, en Italie. Il s'agissait de la seule grande compétition internationale avant les Jeux olympiques de Tokyo en juillet. Elle a été nommée meilleure libéro du tournoi.
Le 7 juin 2021, l'entraîneur de l'équipe nationale des États-Unis, Karch Kiraly, annonce qu'elle fera partie de la liste des 12 joueuses sélectionnées pour les Jeux olympiques d'été de 2020 à Tokyo. Malgré son expérience internationale relativement courte, Wong-Orantes est la joueuse ayant le meilleur pourcentage de réception de service lors de ces Jeux olympiques, ce qui a aidé l'équipe américaine à remporter la médaille d'or. Elle signe un nouveau contrat avec le club 1. VC Wiesbaden pour y jouer lors de la saison 2021-2022.
Le 1er avril 2023, elle fait partie de l'équipe remportant la première Coupe de France de l'histoire du Béziers Volley, au tie-break face au RC Cannes.

## Clubs
- Nebraska (2013-2018)
- Schweriner SC (2019-2020)
- VC Wiesbaden (2020-2022)
- Béziers Volley (2022-2023)
- SC Potsdam (2023-2024)
- LOVB Omaha (en) (2025–)

## Récompenses
- Meilleure défenseuse du Championnat d'Amérique du Nord féminin de volley-ball 2019[12].
- Meilleure libéro de la Ligue des nations féminine de volley-ball 2021.
- Meilleure libéro des Jeux olympiques d'été de 2020.
- Meilleure réceptionneuse du Championnat d'Amérique du Nord féminin de volley-ball 2023[13].